# Alstroemeria chorillensis
Alstroemeria chorillensis es una especie fanerógama, herbácea, perenne y rizomatosa perteneciente a la familia de las alstroemeriáceas. Es originaria del Perú.

## Taxonomía
Alstroemeria chorillensis fue descrita por  William Herbert, y publicado en Edwards's Bot. Reg. 29(Misc.): 64. E 1936m Ellsworth Paine Killip reconoció seis especies de Alstroemeria en el Perú, incluyendo A. chorillensis, y menciona a la especie Alstroemeria lineatiflora como sinónimo de A. chorillensis, aun cuando A. lineatiflora fue descrita primero, en 1802 por los botánicos españoles Ruiz y Pavón. A. lineatiflora persiste como sinónimo de A. chorillensis.

## Descripción
A. chorillensis es un geófito tuberoso de unos 80 centímetros (31,5 plg) y crece principalmente en el bioma subtropical.